# Soniaczne (obwód odeski)
Soniaczne – wieś na Ukrainie, w obwodzie odeskim, w rejonie odeskim. W 2001 roku liczyła 205 mieszkańców.
Do 2016 roku miejscowość nosiła nazwę Łeninśke Persze. Do 2020 w rejonie bielajewskim.
Znajduje tu się przystanek kolejowy Soniaczne, położony na linii Żmerynka – Odessa.